# Jim Jones (sekteleider)
James Warren (Jim) Jones (Crete (Indiana), 13 mei 1931 – Jonestown (Guyana), 18 november 1978) was een Amerikaanse sekteleider die in 1953 de kerk Peoples Temple in Indianapolis, Indiana stichtte. Daarna verhuisde de kerk naar San Francisco, Californië. Hij werd daar een invloedrijk persoon die de steun genoot van de stadsbestuurder Harvey Milk en burgemeester George Moscone. Moscone benoemde hem tot "Chairman of the San Francisco Housing Authority Commission".
De van oorsprong christelijke kerk begon zich in te zetten voor sociale rechtvaardigheid, maar evolueerde naar een sekte, gekenmerkt door autoritair machtsmisbruik door Jones en bizarre geloofsovertuigingen. Naar aanleiding van een artikel dat Jones in een negatief daglicht zette, vertrok hij met bijna alle leden van de sekte in 1978 naar het oerwoud van Guyana, waar hij een landbouwcommune genaamd Jonestown vestigde. De sekte raakte totaal afgesloten van de buitenwereld.
Nadat familieleden van sekteleden hem op de hoogte stelden van de praktijken van Jones, ging de Amerikaanse Democratische afgevaardigde Leo Ryan in 1978 met een groep journalisten poolshoogte nemen. Op de avond voor vertrek ontvingen de leden van de delegatie briefjes waarmee mensen hulp vroegen om te ontsnappen. Ze confronteerden Jones hiermee en Jones besloot Ryan te laten vermoorden. Na een mislukte aanslag op Ryan in het kamp werd besloten te vertrekken. Ryan en zijn gevolg (journalisten, staf en sekteleden die wilden vertrekken) werden op 18 november op het asfalt van de luchthaven beschoten door sekteleden, waarbij Ryan en een aantal mensen uit zijn gevolg om het leven kwamen. Diezelfde dag voerde Jones 909 van zijn volgelingen mee de dood in bij een massale zelfdoding. Hij hield hen voor dat de Guyaanse strijdkrachten onderweg waren om hen te martelen en te doden, vanwege de moord op Leo Ryan. Jones stelde dat het tijd was om 'waardig te sterven' en leidde een naar eigen zeggen 'massale zelfmoord voor de glorie van het socialisme'. Iedereen kreeg limonade met cyanide te drinken; wie niet wilde, werd gedwongen om te drinken, kreeg een inspuiting met cyanide of werd doodgeschoten door de tempelwachters. Jim Jones zelf eindigde met een kogel in zijn hoofd.